# Кертис P-2
Кертис P-2 (енгл. Curtiss P-2 Hawk) је амерички ловачки авион. Авион је први пут полетео 1926. године. 

Највећа брзина авиона при хоризонталном лету је износила 276 km/h.
Распон крила авиона је био 9,63 метара, а дужина трупа 6,96 метара. Празан авион је имао масу од 955 kg. Нормална полетна маса износила је око 1330 kg. Био је наоружан са два синхронизована митраљеза калибра 7,62 mm.

## Наоружање
| Наоружање авиона: Кертис       |      |
| Ватрено (стрељачко) наоружање  |      |
| Топ                            |      |
| Митраљез                       |      |
| Број и ознака митраљеза        | 2    |
| Калибар                        | 7,62 |
| Бомбардерско наоружање (бомбе) |      |
| Ракетно наоружање (ракете)     |      |